# Everyday Is Like Sunday
«Everyday Is Like Sunday» es la tercera canción del álbum debut en solitario del cantante británico Morrissey, Viva Hate, y el segundo sencillo del disco. Fue número nueve en las listas de sencillos del Reino Unido (UK Singles Chart) y sigue siendo una de sus canciones más populares.

## Historia
La música fue compuesta por Stephen Street. La letra fue escrita por Morrissey, tras una visita fuera de la temporada turística a la ciudad costera de Broth, en Gales y está inspirada por la novela de Nevil Shute On The Beach, que relata la historia de un grupo de personas esperando la devastación nuclear en Melbourne, Australia.
En el videoclip se utilizaron escenas de la película Carry On Abroad rodada en la ciudad costera de Southend-on-Sea. Everyday Is Like Sunday, así como la "cara B" de su sencillo, Disappointed, y Will Never Marry, fueron incluidas en el álbum recopilatorio de Morrissey Bona Drag.

## Antecedentes
"Everyday Is Like Sunday" fue coescrita por Morrissey y Stephen Street, el equipo de compositores detrás del primer sencillo en solitario de Morrissey, "Suedehead". Street, que inicialmente creía que los Smiths se reunirían a los pocos meses de separarse, envió inicialmente maquetas de sus temas instrumentales a Morrissey como posibles ideas para las caras B de los Smiths. La letra de la canción, que conmemora la tristeza de una ciudad costera en temporada baja, se inspiró, según se dice, en la ciudad costera de Borth, en el centro de Gales, así como en On the Beach, de Nevil Shute, una novela sobre un grupo de personas que esperan la devastación nuclear en Melbourne, Australia. Sobre la letra de la canción, Morrissey comentó: "El centro de vacaciones británico es como un símbolo del absurdo de Gran Bretaña, en realidad. La idea de un complejo turístico en Gran Bretaña no parece natural".
Además de componer la música de la canción, Stephen Street tocó el bajo en ella. Comentó: "'Everyday Is Like Sunday' era yo intentando ser el bajista de Echo & the Bunnymen. Los acordes son bastante sencillos, pero de nuevo la línea de bajo fue una parte importante de la composición". Street reclutó al batería Andrew Parisi y al guitarrista Vini Reilly para completar la banda de estudio. De este último, Street recuerda: "Vini se dio la vuelta y me dijo: 'No voy a tocar esa canción, es demasiado simple', ¡pues esa canción era 'Everyday Is Like Sunday'! Es un snob musical en algunos aspectos, es increíblemente frustrante".
Según Street, "Everyday Is Like Sunday" se grabó en su segunda sesión con Morrissey. La canción cuenta con una sección de cuerda de seis piezas, dirigida por la violinista Fenella Barton.

## Lanzamiento
Al igual que "Suedehead", "Everyday Is Like Sunday" fue considerada como un posible sencillo en el proceso de grabación de la canción. Street recuerda: "Obviamente, ['Sunday'] tiene un gran ambiente clásico. Creo que esas dos canciones son las que más se asemejan a un single en [Viva Hate]".
El sencillo se publicó en mayo de 1988, con las caras B "Disappointed", "Will Never Marry" y "Sister I'm a Poet". Escritas después de las sesiones de Viva Hate, estas caras B serían aclamadas por Street como su "puesta en marcha" y por Morrissey como "una progresión desde Viva Hate" y "bastante mágica". "El single, con una ilustración de Morrissey que Sounds comparó con "un George Michael sin barba", alcanzó un éxito comercial similar al de su predecesor, llegando al número nueve en la lista de sencillos del Reino Unido. Además de aparecer en su primer álbum en solitario Viva Hate, "Everyday Is Like Sunday" apareció en el álbum recopilatorio de 1990 Bona Drag. "Disappointed" y "Will Never Marry" también aparecieron en Bona Drag. 
El 27 de septiembre de 2010, el sencillo se reeditó en CD y en dos formatos de 7 pulgadas, incluyendo el inédito "November the Second", una mezcla alternativa de "November Spawned a Monster". Esta reedición debutó en el número 42 de la lista de sencillos del Reino Unido. Coincidió con la reedición del 20.º aniversario de su recopilación de 1990 Bona Drag. 

## Recepción de la crítica
Tras su lanzamiento, "Everyday Is Like Sunday" fue aclamada por la crítica. NME elogió la canción como "gloriosa, pop desvanecido", escribiendo: "Es la única canción del álbum que se mantendría como un instrumental y líricamente confirma la reputación de su escritor como uno de los cronistas más hábiles de todo lo que es cutre y monótono y sin alegría en esta isla cetrina".Sounds la calificó como uno de los "momentos perfectos" de Viva Hate, "un rechazo perfecto al síndrome del éxito de Cliff Richard 'Summer Holiday' con su lloviznoso estribillo, 'Everyday is like Sunday/Everyday is silent and grey'".
Desde entonces, la canción ha sido reconocida como una de las mejores de Morrissey. Ned Raggett, de AllMusic, calificó la canción como "el punto culminante indiscutible de Viva Hate", así como "uno de los números más memorables de Morrissey dentro y fuera de los Smiths". Y añadió: "Las orquestaciones de Street encajan a la perfección con la oleada melancólica de la música, mientras que el retrato de Morrissey de una "ciudad costera que olvidaron bombardear" es evocador y está dotado de una voz de bravura".Spin la incluyó en la lista de canciones en solitario de Morrissey, escribiendo: "Este es el ideal platónico de las canciones de Morrissey. ... Aunque algunos pongan los ojos en blanco, pocas canciones iluminan mejor que ésta la alienación y el aburrimiento de los suburbios (o de la vida en un pueblo pequeño)".The Guardian también la incluyó en primer lugar en su lista de las mejores canciones de Morrissey, y escribió: "La razón por la que es uno de sus primeros singles más potentes es porque existe en un mundo propio, magistralmente imaginado y cargado de hastío. Aquí, en la 'ciudad costera que olvidaron bombardear', no hay rencillas ni divorcios agotadores, sólo monotonía en el destino vacacional más tonto del mundo".
"Everyday Is Like Sunday" también ha sido muy aclamada por los músicos contemporáneos de Morrissey. En una edición de septiembre de 1992 de la revista Q, la líder de los Pretenders, Chrissie Hynde (que más tarde grabaría su propia versión de la canción), dijo que "la letra de 'Everyday Is Like Sunday' es, para mí, una prosa magistral". En el mismo artículo, Siobhan Fahey, de Bananarama, la describió como su "mejor canción de todos los tiempos". En la autobiografía de Morrissey, éste recuerda que Michael Stipe, de REM, le dijo que estaba "muy celoso" de "Everyday Is Like Sunday" y que le hizo plantearse la posibilidad de trabajar en solitario.

## Vídeo musical
Para "Everyday Is Like Sunday" se creó un vídeo musical dirigido por Tim Broad. La localización utilizada para el vídeo fue Southend-on-Sea. A lo largo del vídeo, Morrissey aparece en segundo plano en papeles como el de un ciclista, el cliente de una cafetería y el dependiente de una tienda. El autor David Bret afirma que se basó en la película Jacques Brel Is Alive and Well and Living in Paris, en la que Brel aparecía en cameos intermitentes a lo largo de las interpretaciones de su canción por otros músicos.Billie Whitelaw aparece en un papel secundario, al igual que Cheryl Murray y Lucette Henderson como una joven fan. Henderson ya había aparecido en el vídeo de "Stop Me If You Think You've Heard This One Before" de los Smiths, mientras que Whitelaw aparecía en la carátula del sencillo "William, It Was Really Nothing". En el vídeo también aparecen fragmentos de la película Carry On Abroad, una de las favoritas de Morrissey.

## Actuaciones en directo
Morrissey interpretó la canción en su debut en solitario en Top of the Pops, apareciendo con una camiseta de The Queen Is Dead y una americana. Desde entonces, Morrissey ha interpretado la canción en directo en sus giras de 1991, 1992 (Festival Dates), 2002, 2004, 2006, 2007 y 2008, y en su gira de 2012 por Australia y Nueva Zelanda. En 2004, la canción se interpretó en un popurrí con la primera estrofa de "Subway Train" de los New York Dolls.

## Versiones
El tema ha sido grabado o interpretado en directo por numerosas bandas. The Pretenders grabaron una versión para la banda sonora original de la película de 1995, Boys on the Side, protagonizada por Whoopi Goldberg, Drew Barrymore y Mary-Louise Parker. En 1992, 10.000 Maniacs incluyeron una versión del tema como lado B de su sencillo "Candy Everybody wants". También grabaron versiones de la canción el cantante español Mikel Erentxun, para su álbum Acróbatas, los estonios Mr. Lawrence o los mexicanos Mexrrissey. Es uno de los seis temas escogidos por Colin Meloy, cantante de The Decemberists para su álbum de versiones Colin Meloy Sings Morrissey. Se usó una versión principalmente instrumental, en la que solo se canta la frase que da título a la canción para la campaña publicitaria televisiva "Cuando todo lo que quieres es fútbol" de NFL Network. Inspiró la película de culto canadiense Everyday Is Like Sunday de 2013.